# Ekoln

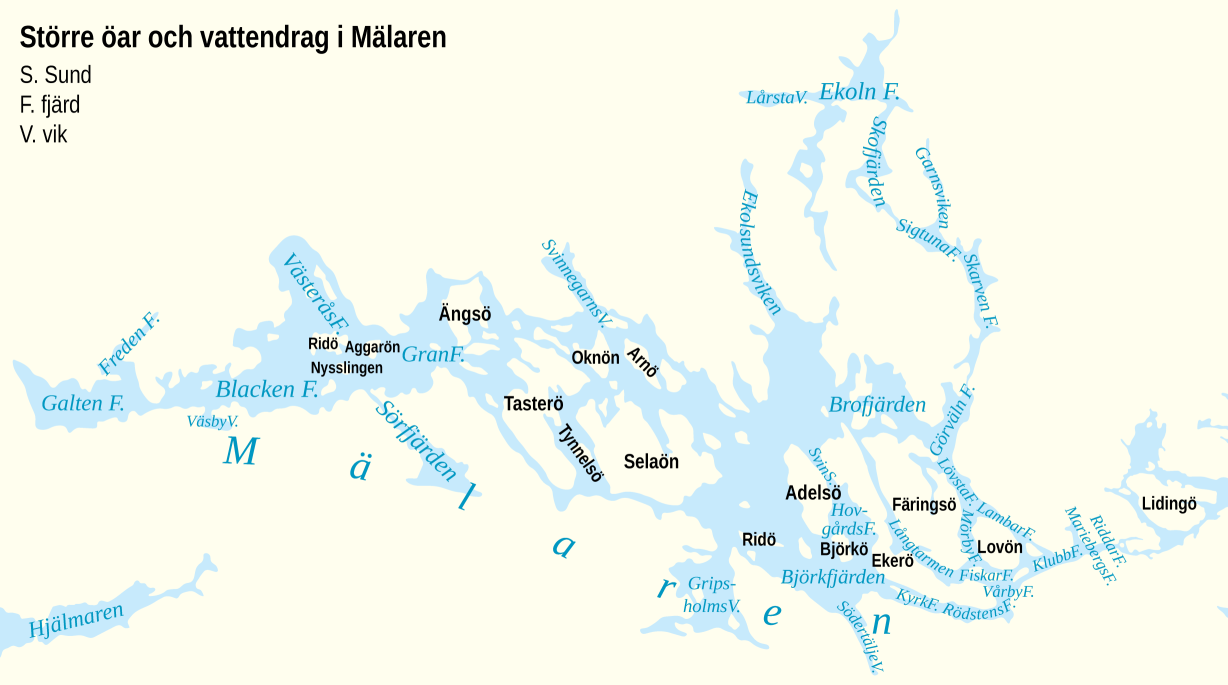
Ekoln beläget längst åt norr.

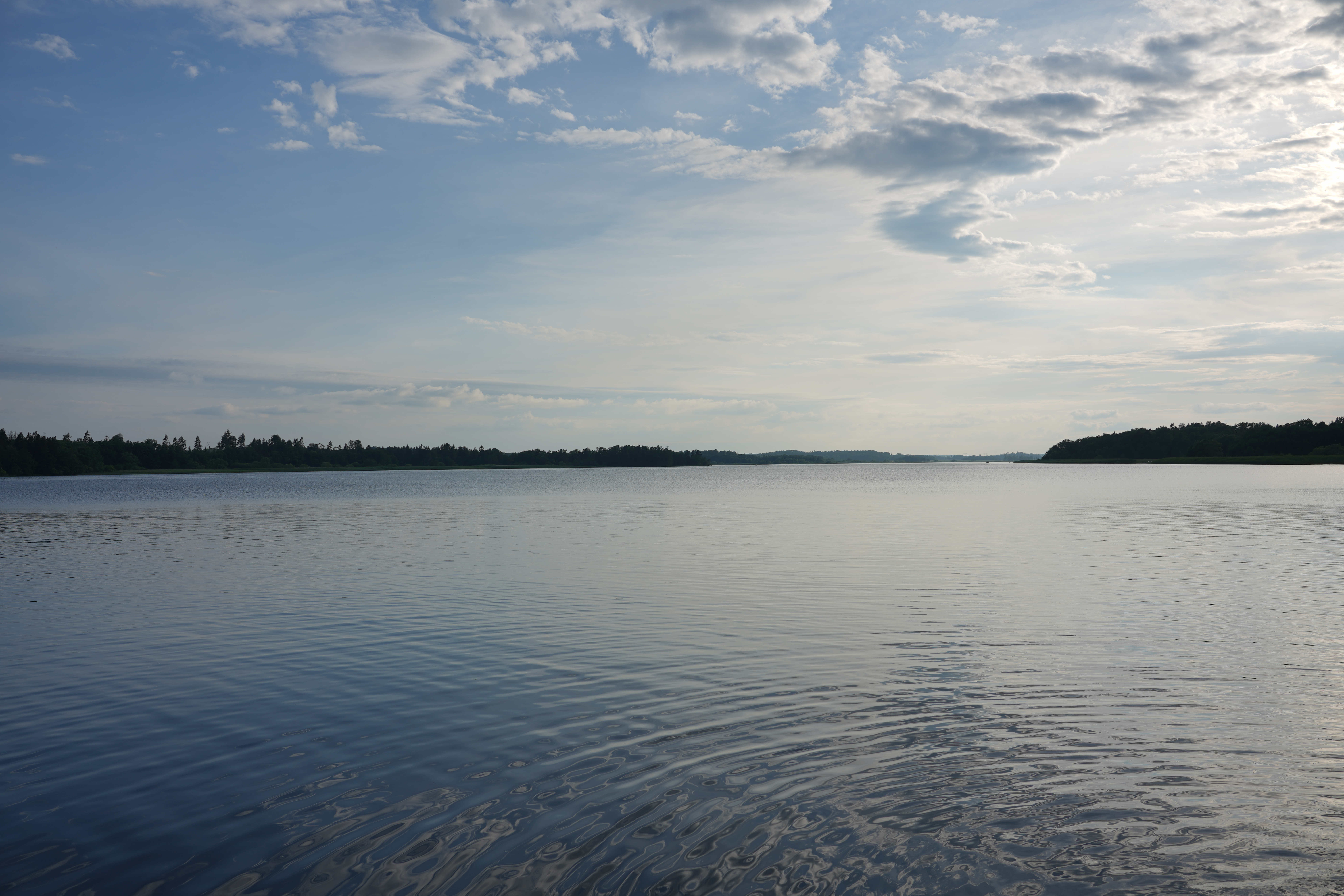
Ekoln vid Viks slott.

Ekoln är en 22 kvadratkilometer stor del av Mälaren, som utgör dess nordligaste fjärd. Ekoln är belägen omkring 10 kilometer söder om centrala Uppsala stad, i kommunerna Uppsala, Knivsta, Enköping och Håbo. Ekoln har formen av en stående "bläckfisk" med fyra armar och ”kroppen” är ca 4 nautiska mil lång och 2 bred. På grund av bläckfiskformen upplevs den dock som större.
I den nordöstligaste armen har Fyrisån sitt utlopp. Den sydöstligaste armen mynnar via Skofjärden och Erikssund ut i Sigtunafjärden, genom vilken kan man nå Stockholm och Mälarens utlopp i Saltsjön. På vägen till Stockholm från Uppsala passeras bland annat Skokloster och Sigtuna. De två sydvästliga armarna slutar i Varpsund respektive via Lårstaviken och Örsundaån i Örsundsbro. På vägen till Varpsund passeras såväl Sjöö slott som Friiberghs herrgård och längs vattenvägen mot Örsundsbro ligger Viks slott och Salnecke slott.
I Ekoln finns det några få öar, störst av dessa är Flässjan följt av Skallan som är privatägd och bebyggd samt Koffsan. Trots de relativt få öarna finns gott om tilläggningsmöjligheter för båtar då stora delar av stränderna är obebyggda. Det finns flera naturreservat, exempelvis Kungshamn-Morga, Skoklosters naturreservat och Arnöhuvud.
Det finns fem större båtsällskap vid Ekoln och sjön utnyttjas flitigt inte minst sommartid. Gästhamn finns i nordost på Skarholmen hos Ekolns Segelklubb ESK, och Uppsala Motorbåtsällskap UMS, har en gästhamn på Norsholmen som ligger på Skohalvöns norra sida. Skarholmen hyser tre större båtklubbar och har även bensinstation och restaurang. 
Under sommarmånaderna ses ofta ett stort antal båtar på fjärden och både segling och fiske efter gös är populärt. 
Ekoln fryser i regel ganska sent. Hela ytan är ofta inte frusen förrän en bit in i januari men då är aktiviteten med långfärdsskridsko och isjakt intensiv. Det finns ofta långa plogade banor då snö ligger.
Under ett antal år anordnades skridskoloppet Vikingarännet med start vid Skarholmen och mål i Stockholm. På grund av isläget kunde dock hela bansträckan bara utnyttjas vissa år, och en del år fick loppet ställas in men arrangemanget var en folkfest. Vikingarännet kom att namnändras till Sigtunarännet, med start och mål i Sigtuna.
Ikea har döpt en serie badrumstillbehör efter fjärden.